# Canterbury Castle
Canterbury Castle är ett slott i Storbritannien.   Det ligger i Canterbury i  grevskapet Kent och riksdelen England, i den sydöstra delen av landet, 90 km öster om huvudstaden London. Canterbury Castle ligger 14 meter över havet.
Terrängen runt Canterbury Castle är huvudsakligen platt. Canterbury Castle ligger nere i en dal. Runt Canterbury Castle är det tätbefolkat, med 442 invånare per kvadratkilometer. Närmaste större samhälle är Canterbury, 0,53 km nordost om Canterbury Castle. Trakten runt Canterbury Castle består till största delen av jordbruksmark.